# Assioma di Pasch
L'assioma di Pasch, chiamato così dal nome del matematico tedesco Moritz Pasch, è uno degli assiomi che Hilbert aggiunse ai postulati di Euclide per renderli completi e così assiomatizzare completamente la geometria del piano.
L'enunciato dell'assioma, che fa parte della famiglia degli assiomi di ordinamento, è il seguente:
Se una retta interseca in un punto interno un lato di una poligonale trilatera chiusa, allora interseca in un punto interno uno ed uno solo degli altri due lati, oppure interseca entrambi nell'estremo comune.
Il suo enunciato viene semplificato in: 
Dati un triangolo nel piano, una retta che ne attraversi un lato in un punto che non sia un estremo, deve necessariamente intersecare un altro dei due lati o il vertice in comune tra essi.
L'evidenza intuitiva di questo enunciato è talmente forte, che è difficile pensare alla necessità di postularlo esplicitamente. Fu Moritz Pasch, nel 1882, a comprendere l'impossibilità di dedurlo quale conseguenza degli altri assiomi. 
Pasch mise in evidenza anche altre assunzioni implicite e non dichiarate operate da Euclide.
Hilbert, nel suo Grundlagen der Geometrie, raccolse questi ed altri assiomi, allo scopo di dare fondamenta assiomatiche rigorose complete alla geometria.
Quanto da esso enunciato non va confuso con il teorema di Pasch, avente ad oggetto l'ordinamento dei punti sulla retta.

## Indipendenza dagli altri postulati
Nel 1970 il matematico Lesław W. Szczerba fornì un esempio di geometria in cui sono validi gli assiomi della geometria euclidea, ma non l'assioma di Pasch.
La dimostrazione si basa sull'esistenza di una soluzione discontinua dell'equazione funzionale {\displaystyle f(x+y)=f(x)+f(y)}, con {\displaystyle f(1)=1}. Se si definisce una relazione di ordinamento parziale {\displaystyle <^{\star }} nel modo seguente:
{\displaystyle x<^{\star }y\Longleftrightarrow f(x)<f(y)}
allora la quaterna {\displaystyle (\mathbf {R} ,+,\cdot ,<^{*})} risulta un campo semiordinato. Se {\displaystyle f} non è continua, il piano cartesiano costruito su questo campo soddisfa gli assiomi della geometria euclidea ma non l'assioma di Pasch. Si noti che tale dimostrazione richiede l'assioma della scelta.
Una dimostrazione alternativa si basa sul fatto che il piano cartesiano senza una striscia "verticale" sarebbe un modello di piano euclideo in assenza dell'assioma di Pasch.